# 卑爾根山
76°59′S 160°48′E / 76.983°S 160.800°E
卑爾根山（英語：Mount Bergen）是南極洲的山峰，位於維多利亞地的麥基冰川北岸，處於格蘭山以西3.7公里，海拔高度2,110米，以英國探險隊成員的出生地命名。